# 北海道道100号函館上磯線
北海道道100号函館上磯線（ほっかいどうどう100ごう はこだてかみいそせん）は、北海道函館市と北斗市を結ぶ道道（主要地方道）である。

## 概要

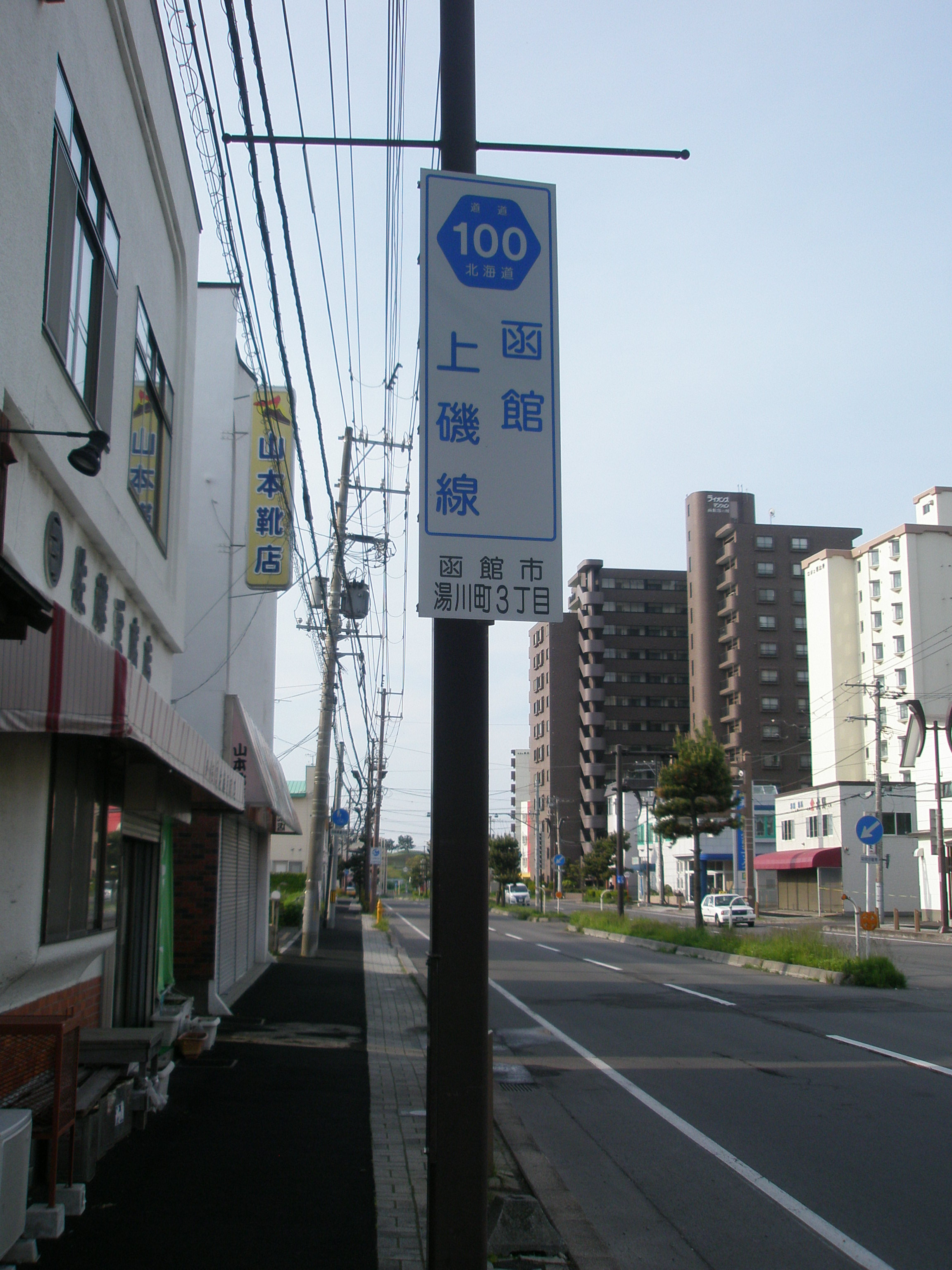
北海道道100号函館上磯線の道道番号標識（函館市湯川町3丁目）

全区間、片側1車線以上の歩道のある舗装路である。
起点の国道278号交点から国道227号交点の間は、中央分離帯付き（北海道道83号函館南茅部線との重複区間を除く）の片側2車線で、産業道路（外環状線）と呼ばれている。またこの区間は、函館市中心部を避ける唯一の広い道である。しかし、沿線にさまざまな店や銀行があり、同道路の外側の宅地開発が進んだため、常に交通量が多い。そのため、函館新外環状道路の建設が待たれている。
国道227号交点から終点までの間は片側1車線で、国道227号の片側2車線区間と、終点から先の市道の国道5号交点までの区間も含め、大野新道と呼ばれている。

### 路線データ
- 起点：北海道函館市湯川町3丁目（国道278号交点）
- 終点：北海道北斗市七重浜4丁目（函館市界）
- 総延長：11.271 km[2]
- 実延長：10.850 km[2]
- 重用延長：0.421 km[2]

## 歴史
- 1965年（昭和40年）：着工。
- 1976年（昭和51年）8月31日：901号として路線認定[3]。
- 1978年（昭和53年）9月12日：開通。
- 1993年（平成5年）5月11日 - 建設省から、道道函館上磯線が函館上磯線として主要地方道に指定される[4]。
- 1994年（平成6年）10月1日：路線番号を100号に変更[5]。

この路線の前身は、1957年（昭和32年）7月25日 道道191号（当時）上磯亀田湯川線（上磯郡上磯町字飯生 - 函館市湯倉町）として認定されていたもので、前身路線の廃止後に新たに認定した路線である。

## 路線状況

### 別名
- 産業道路
- 大野新道

### 重複区間
- 北海道道83号函館南茅部線：函館市湯川町3丁目 - 湯川町2丁目

### 道路施設

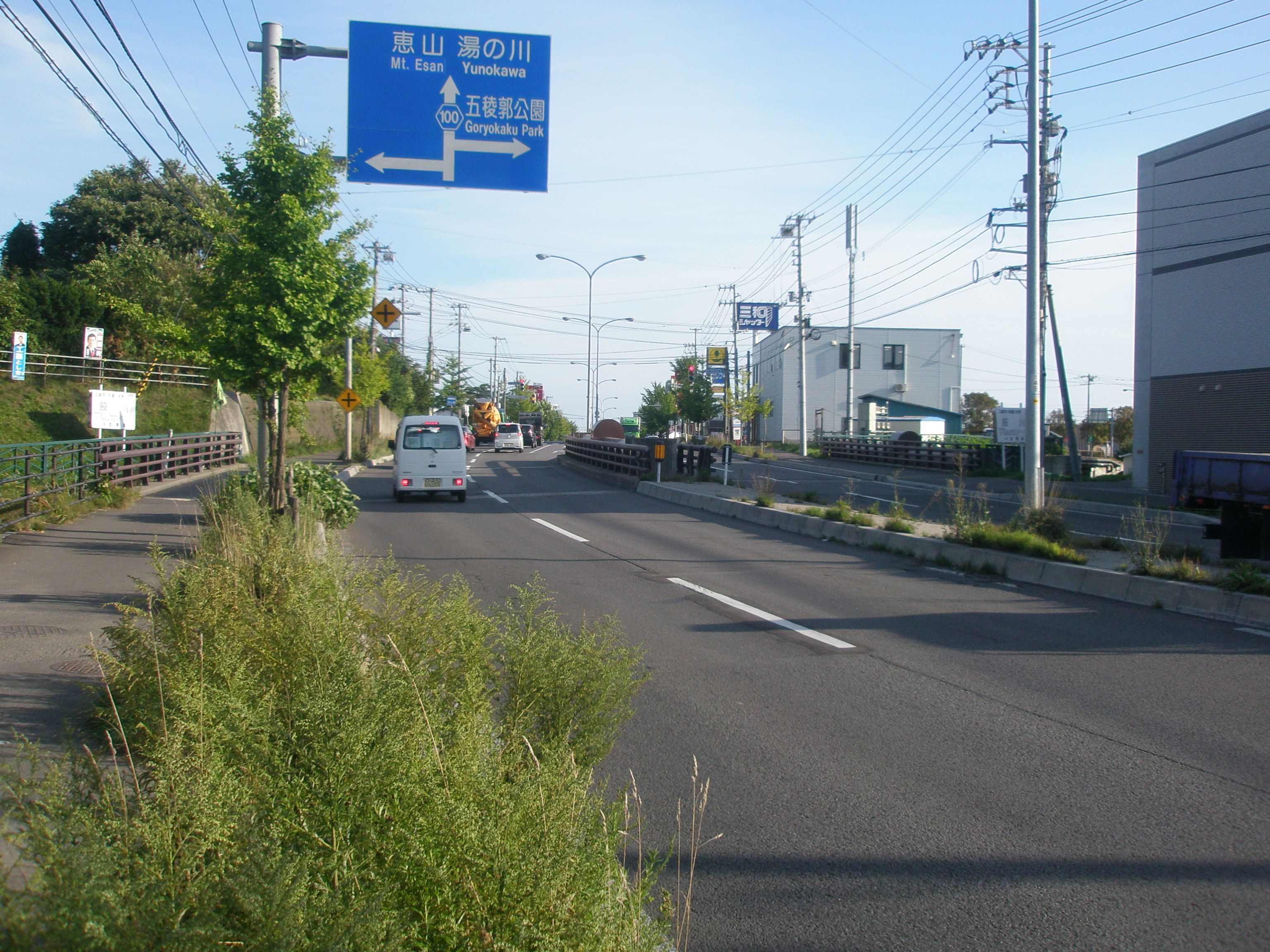
鍛神橋

主な橋梁
- 松倉橋
- 鍛神橋
- 歓喜橋（下り）
- 歓喜橋（上り）
- 石昭橋
- 新明和橋（下り）
- 新明和橋（上り）
- 常盤橋

## 地理

### 通過する自治体
- 渡島総合振興局
  - 函館市
  - 北斗市

### 交差する道路
函館市
- 国道278号 - 湯川町（起点）

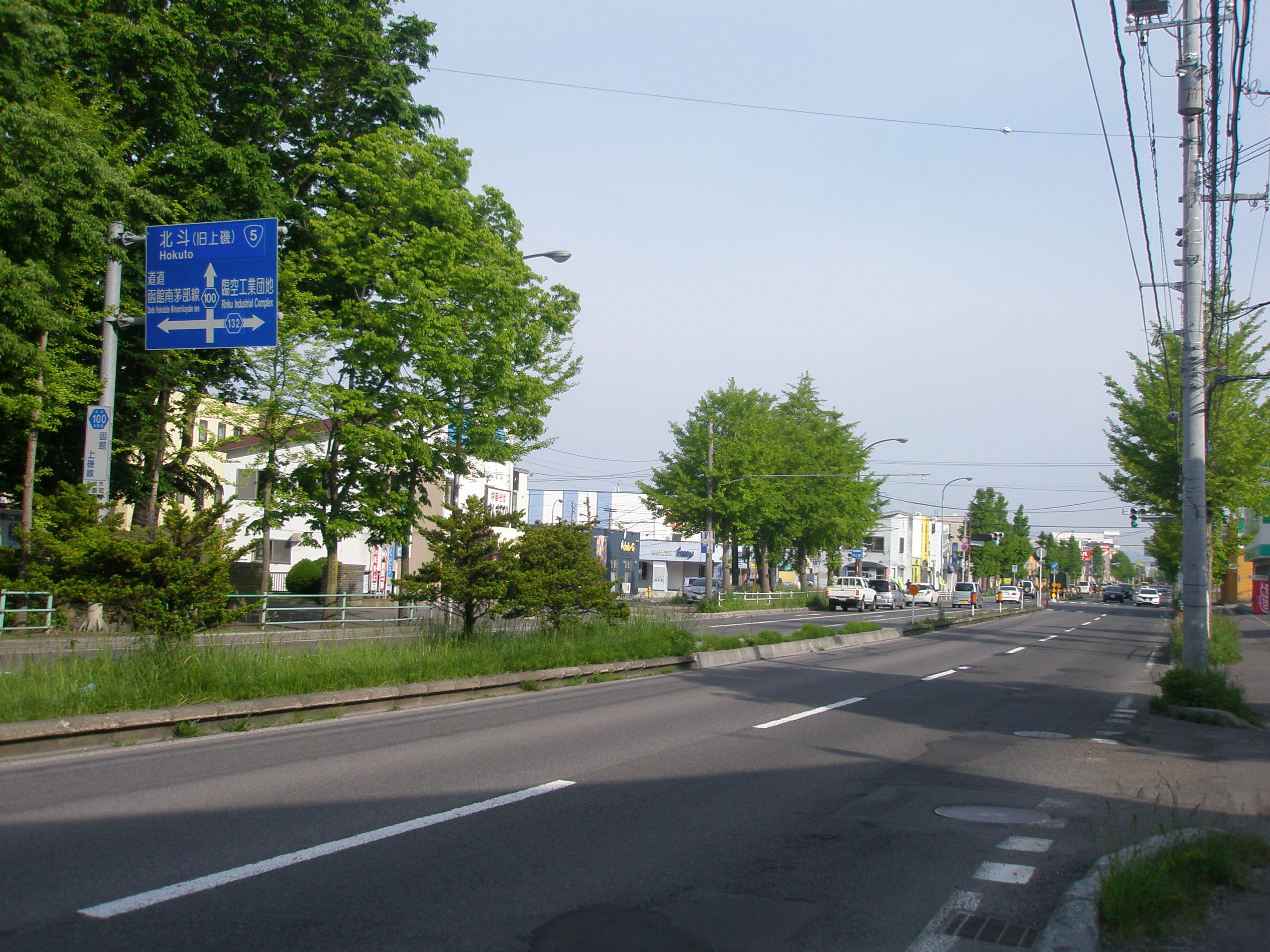
北海道道1132号函館臨空工業団地線交点〈花園町28 / 日吉町3丁目交差点〉付近（2018年6月）

- 北海道道83号函館南茅部線 - 湯川町3丁目
- 北海道道83号函館南茅部線 - 湯川町2丁目
- 北海道道1132号函館臨空工業団地線 - 日吉町3丁目
- 北海道道347号赤川函館線 - 美原2丁目
- 函館新道 - 昭和3丁目
- 国道5号 - 昭和4丁目
- 大野新道（函館市道） - 港町3丁目[7]

北斗市
- 国道227号 - 七重浜4丁目、6丁目[8][7][9]）

#### 沿線にある施設など
函館市
- 函館市営熱帯植物園
- イオン湯川店
- 湯の川温泉（根崎温泉）
- 函館市企業局交通部湯の川停留場
- 湯倉神社
- 函館市役所湯川支所
- 函館大学付属有斗高等学校
- 函館ラ・サール中学校・高等学校
- 花園温泉
- 函館白百合学園高等学校
- 函館北郵便局
- メガドンキホーテ函館店
- NHK函館放送局亀田ラジオ放送所・亀田報道拠点
- 美原地区路線バス乗降場（亀田支所前停留所）
- 函館市亀田交流プラザ
- 函館市役所亀田支所
- 渡島総合振興局 函館建設管理部 事業課[10]
- 札幌テレビ放送函館放送局・STVラジオ函館放送局・STVラジオ函館送信所
- 亀田自動車学校
- 函館バス昭和営業所
- JR北海道函館本線
- 流通センター
- 国土交通省北海道運輸局函館運輸支局
- 函館中央自動車学校

北斗市
- 北海道函館水産高等学校

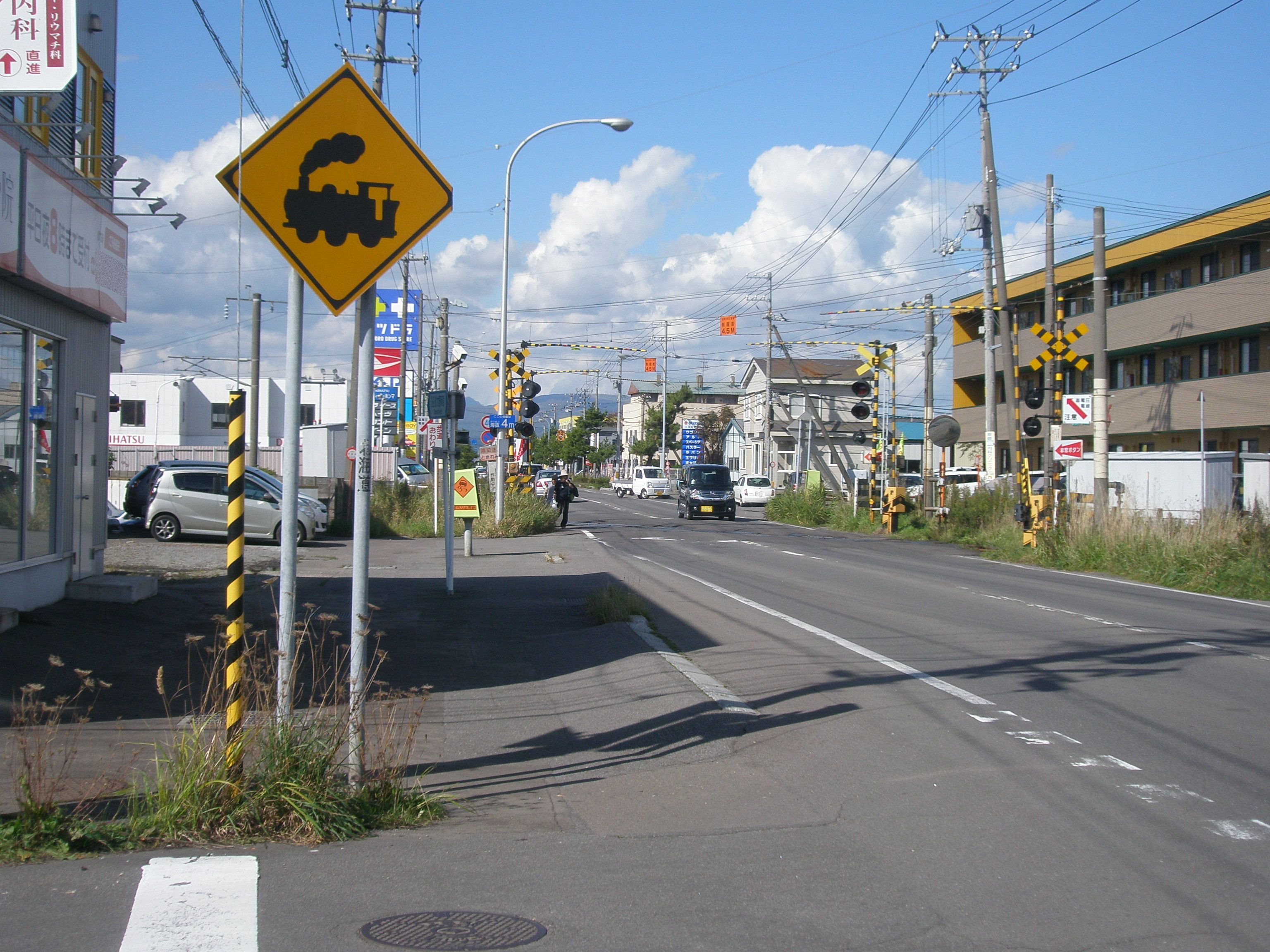
道南いさりび鉄道線（旧・JR北海道江差線）七重浜道路踏切

- 道南いさりび鉄道線（旧・JR北海道江差線）

## その他
函館バスの路線バス運賃設定のエリアの目安になっている。この道路の函館市役所側の市街地は旧・函館市交通局より移管された便も含めてほとんどの路線が同社の特殊区間制運賃を適用されている。